# Улица Януша Корчака
Улица Януша Корчака (укр. Вулиця Януша Корчака) — улица в Шевченковском районе города Киева. Пролегает от улицы Кирпоноса до улицы Салютная, исторически сложившаяся местность (район) Нивки и Дегтяри.
Примыкают улицы Эстонская, Зелёного Клина (Уссурийская), бульвар Павла Вирского (Саратовская улица), переулок Зелёного Клина (Уссурийская), Толбухина, переулок Фузиков (Баумана), Голды Меир (Краснодарская), Владимира Жаботинского (Муромская), Толбухина, Ружинская (Вильгельма Пика), Черкасская, Салютный переулок, Салютный проезд.

## История
Новая улица № 865 возникла в середине XX века. 
29 декабря 1953 года Новая улица № 865 посёлка предприятия «Красный экскаватор» в Октябрьском районе была переименована на Бауманская улица — в честь русского революционера Николая Эрнестовича Баумана, согласно Решению исполнительного комитета Киевского городского совета депутатов трудящихся № 2610 «Про наименование городских улиц» («Про найменування міських вулиць»). С 1955 года по названию улицы именовался Бауманский переулок.
21 марта 1977 года Бауманская улица в Советском районе была переименована (уточнено название) на улица Баумана — в честь русского революционера Николая Эрнестовича Баумана, согласно Решению исполнительного комитета Киевского городского совета депутатов трудящихся № 410 «Про упорядочивание наименований и переименований улиц и площадей г. Киева» («Про впорядкування найменувань та перейменувань вулиць і площ м. Києва»). Также этим решением было уточнено название Бауманского переулка на переулок Баумана.
7 июля 2016 года улица получила современное название — в честь польского педагога Януша Корчака, согласно Решению Киевского городского Совета № 559/559 «Про переименование улиц, проспекта и переулка в городе Киеве» ( «Про перейменування вулиць, проспекту та провулку у місті Києві»).

## Застройка
Улица пролегает в северо-восточном направлении. 
Парная и непарная стороны улицы заняты малоэтажной (трёхэтажные дома) и многоэтажной (пяти-девятиэтажные дома) жилой, усадебной застройкой, учреждениями обслуживания.
Учреждения:
- дом № 6 — Шевченковское УП ГУНП Украины в г. Киеве;
- дом № 8 — Киевское высшее профессиональное училище сервиса и дизайна;
- дом № 30 — школа № 163;
- дом № 60 — Национальная библиотека Украины для детей.

Мемориальные доски:
- дом № 25 — Николаю Эрнестовичу Бауману — демонтирована — комментарий именования (до 2016 г.) улицы.